# Fort Beniaminów

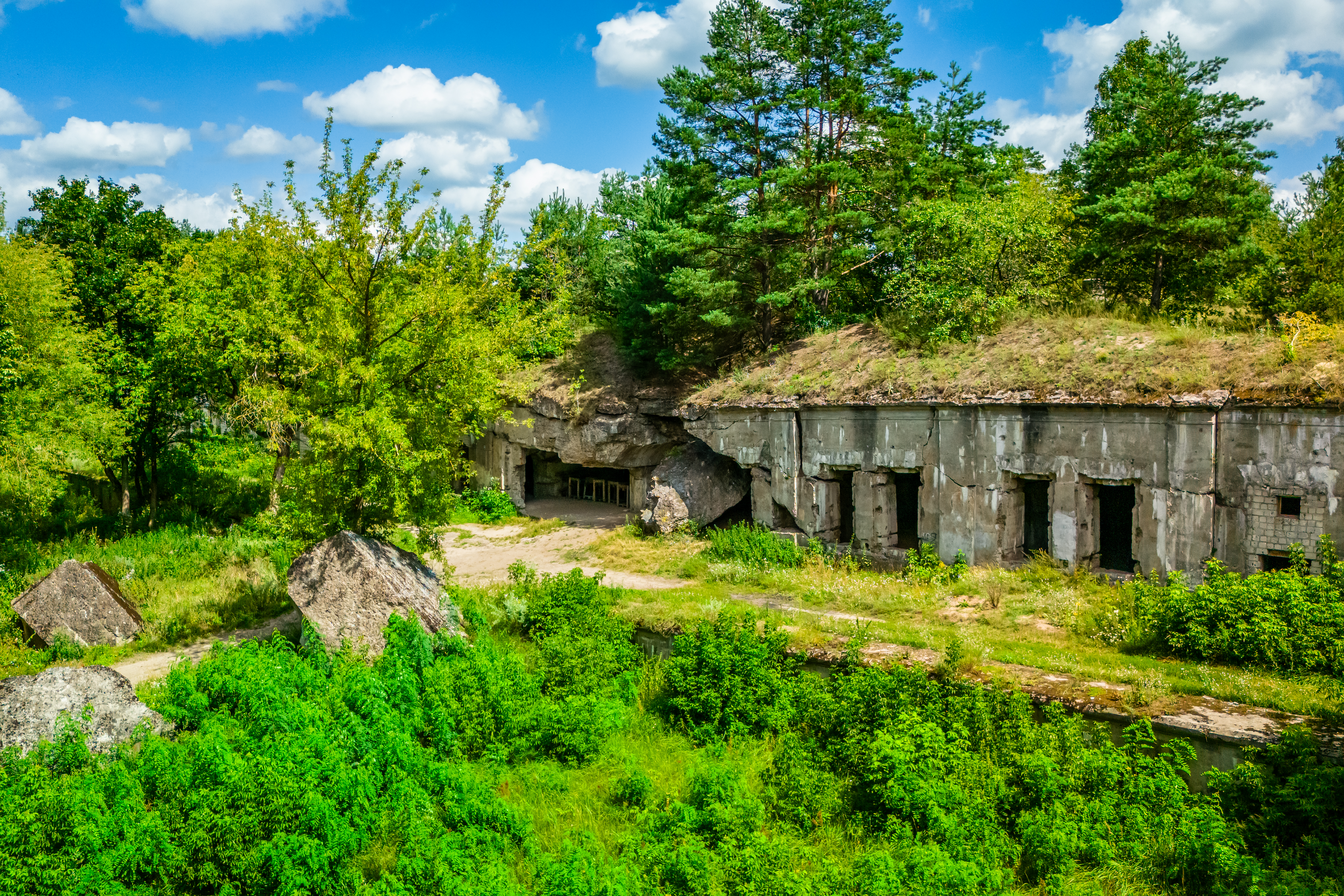
Fort Beniaminów - czoło koszar szyjowych

Fort Beniaminów – fort zbudowany przez Rosjan w okresie poprzedzającym I wojnę światową. 

## Historia
Umocnienie zostało zaprojektowane przez gen. inż. Konstantina Wieliczkę. Prace budowlane podjęto w roku 1904. Przerwane w roku 1909 nigdy nie zostały ukończone.
Obiekt został zbudowany na planie nieregularnego pięcioboku z jednym, wysokim wałem ziemnym. Otacza go głęboka, sucha fosa, broniona przez trzy kaponiery, połączone z wnętrzem fortu poternami. W szyi fortu wzniesiono potężne, betonowe koszary dla załogi oraz kaponierę szyjową. Koszary łączyła z placami broni główna poterna. Ponadto na barkach fortu znajdowały się dwa tradytory z półwieżami obserwacyjnymi.
Fort w Beniaminowie był jednym z pięciu planowanych fortów, mających zamykać od wschodu trójkąt Warszawskiego Rejonu Fortecznego. Jest też jedynym, który przetrwał do naszych czasów.
W latach I wojny światowej w koszarach na zapleczu fortu (obecnie Białobrzegi) internowani byli polscy oficerowie (tzw. kryzys przysięgowy). W roku 1920 fort był broniony przez wojska polskie. W 1944 roku po zajęciu obiektu przez Armię Czerwoną, Rosjanie wysadzili część obiektów fortu – wszystkie kaponiery i tradytory.

## Galeria

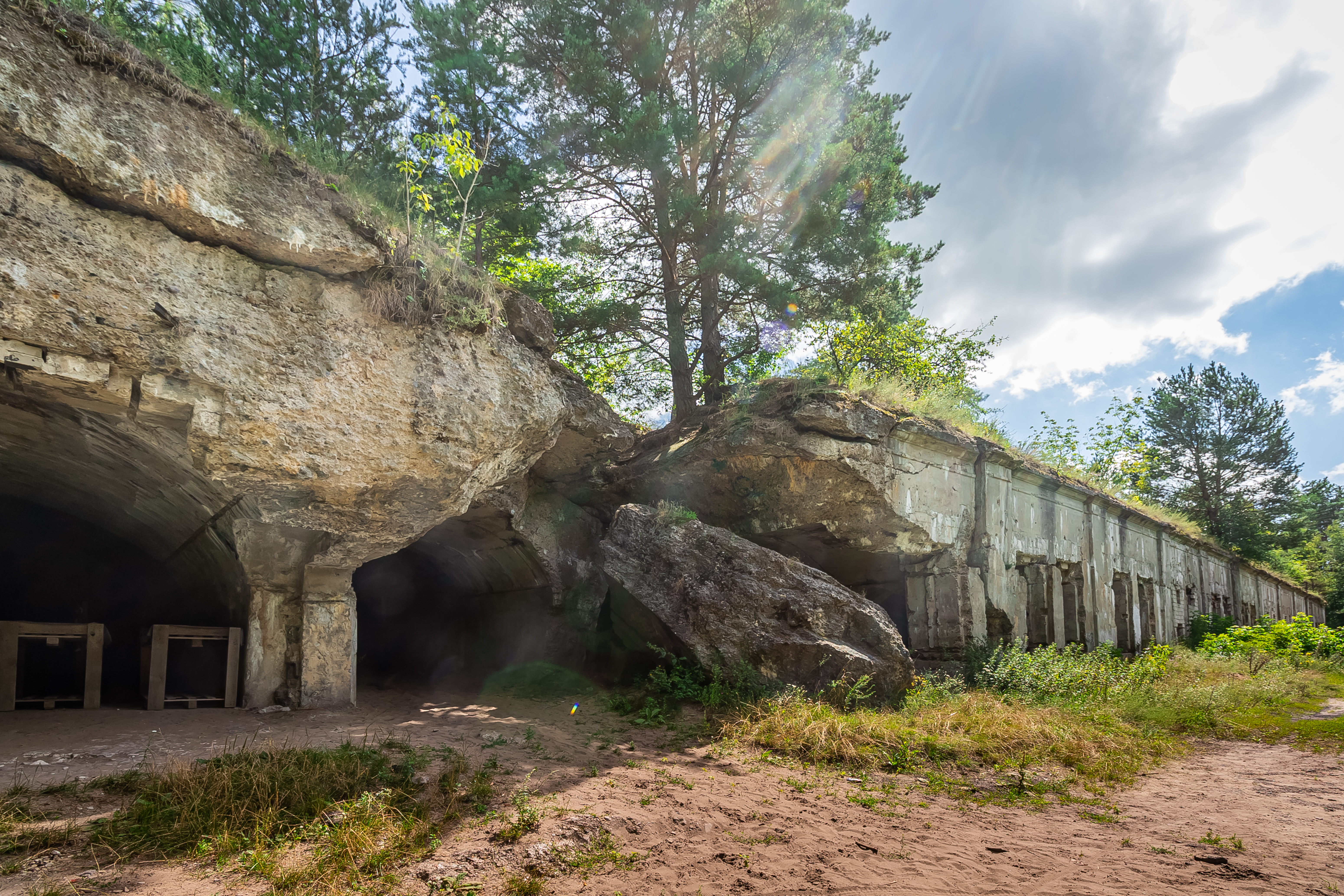
Wejście główne do koszar szyjowych
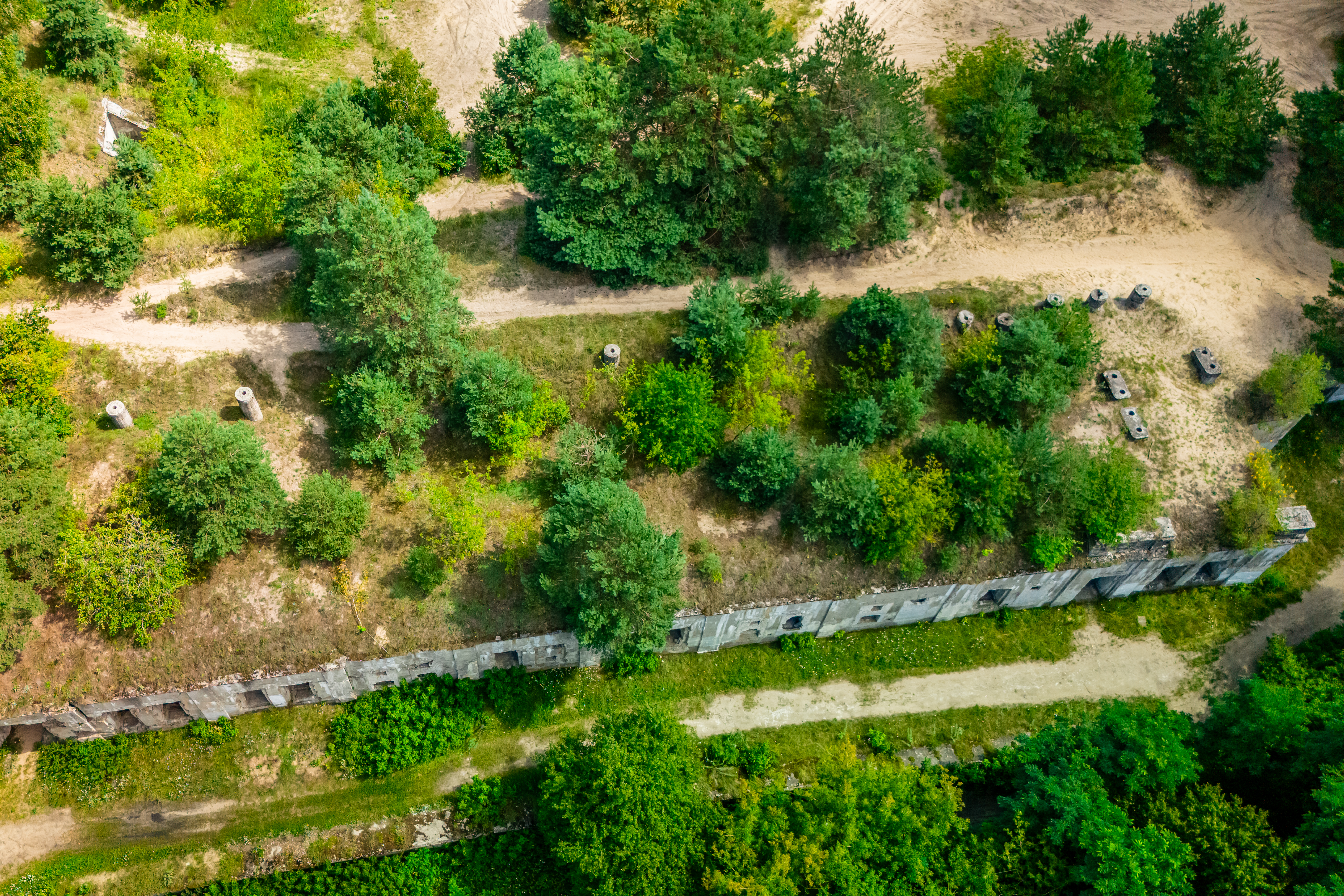
Czoło koszar szyjowych w wale, system wywietrzników
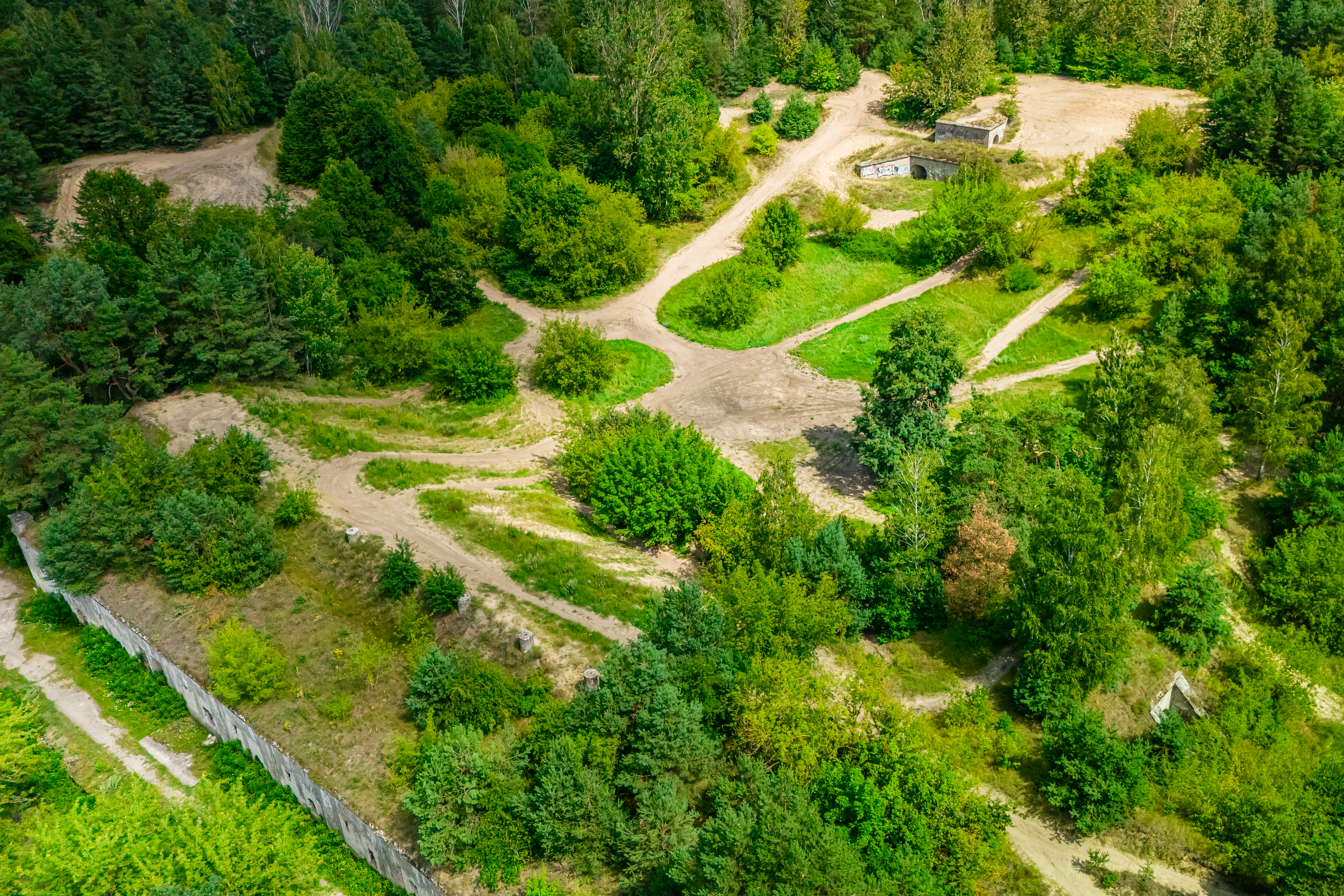
Fort Beniaminów